# Kościół św. Mikołaja w Cerekwicy
Kościół św. Mikołaja w Cerekwicy – rzymskokatolicki kościół parafialny zlokalizowany we wsi Cerekwica (powiat żniński, województwo kujawsko-pomorskie). Funkcjonuje przy nim parafia św. Mikołaja. Jest to jeden z najstarszych kościołów gotyckich na Pałukach.

## Historia
Pierwotny kościół we wsi zbudowano zapewne w XI lub XII wieku. Obecny pochodzi z przełomu XIII i XIV wieku. Najstarszą częścią świątyni pozostaje gotycki portal (XIII wiek) i szczyt (XVI wiek). W wiekach XVI, XVII i XIX obiekt przebudowywano. W 1850 nadano mu cechy neogotyckie, ale zachowano stare elementy oryginalne.

## Architektura
Świątynia jest ceglana, jednonawowa, z prosto zamkniętym prezbiterium, które wraz z nawą kryte jest płaskim stropem. W kaplicy znajduje się sklepienie krzyżowe. 

## Wyposażenie
Najważniejsze elementy wyposażenia to: rzeźba pelikana z 1860, XVIII-wieczny krzyż i obrazy (św. Antoniego z około 1800, św. Mikołaja z około 1800, Wniebowzięcia Najświętszej Marii Panny z 1860). Ołtarz główny pochodzi z połowy XVIII wieku, ale dokonano w nim przeróbek w XIX i XX wieku. 

## Galeria

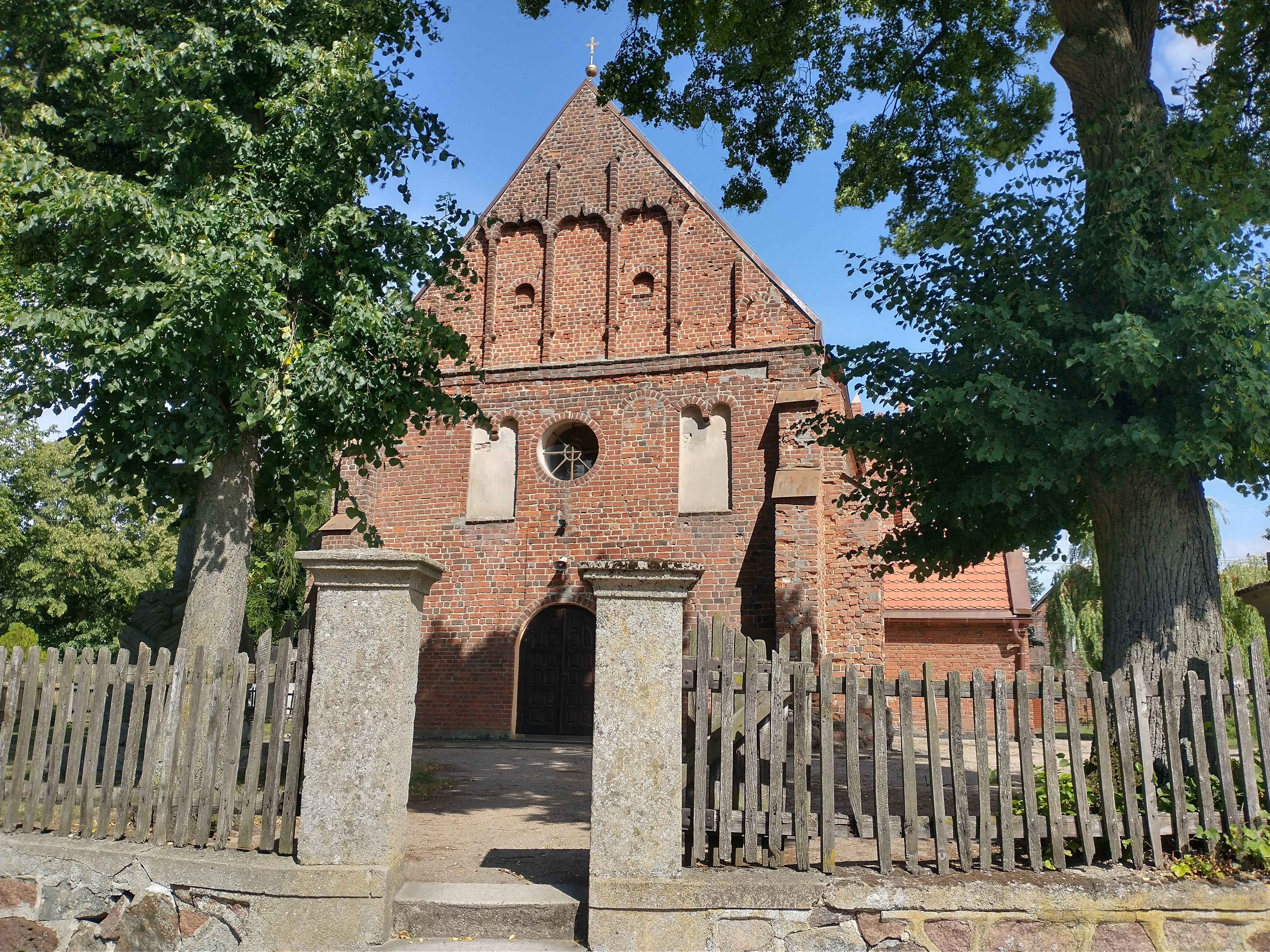
Brama i ściana szczytowa
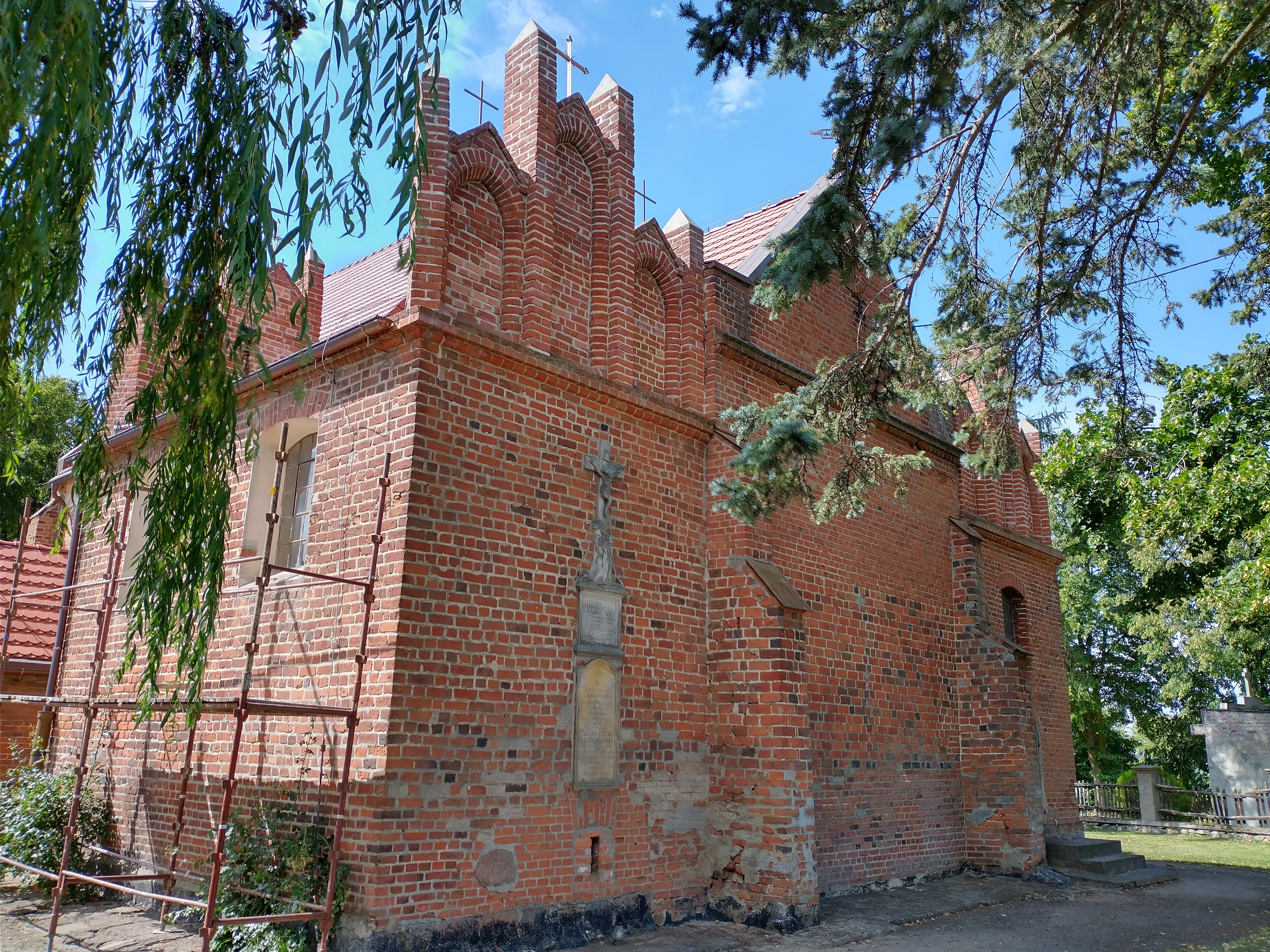
Kaplice i prezbiterium
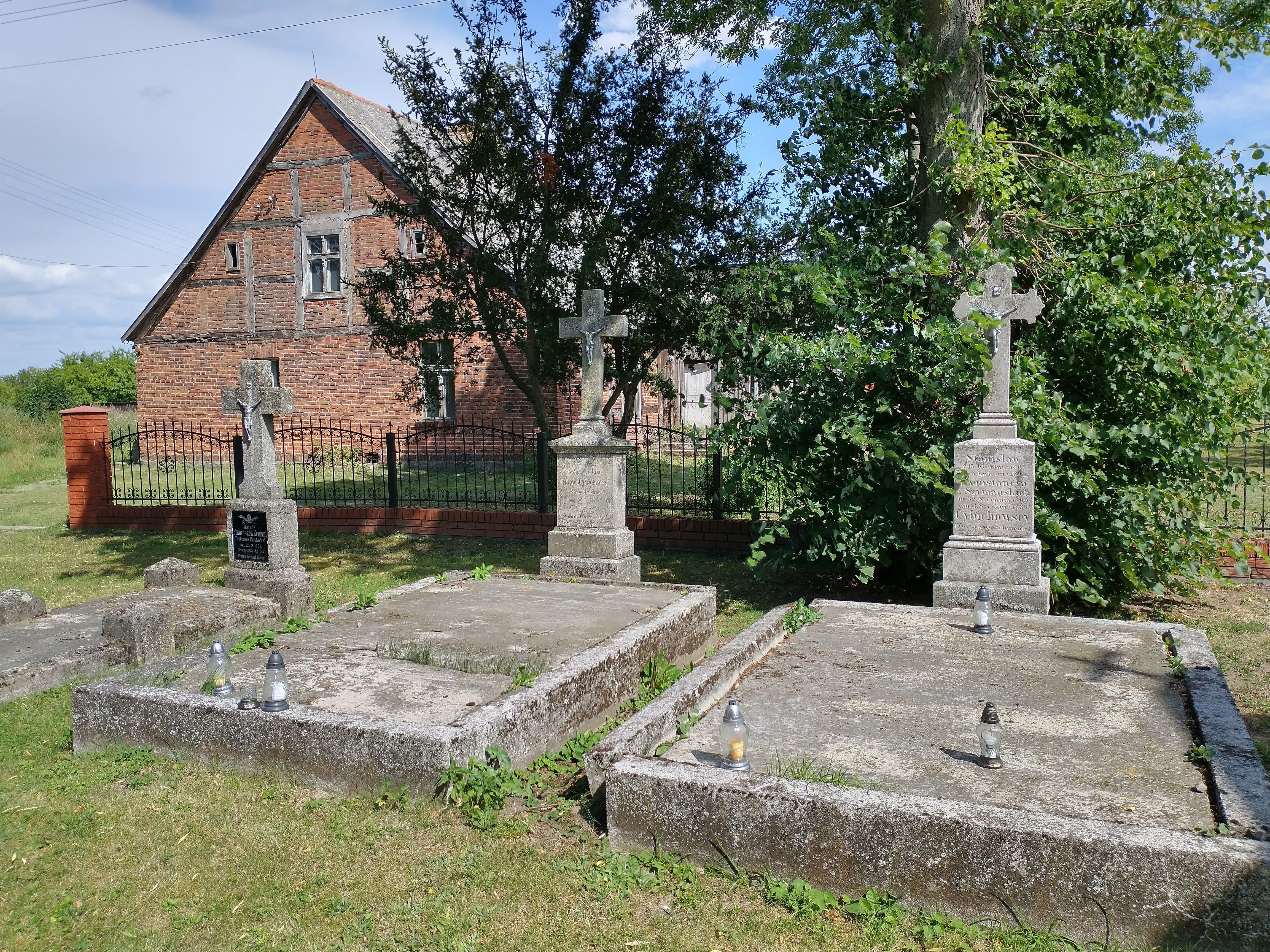
Groby przy kościele